# Ilha de Yerba Buena
A Ilha de Yerba Buena (em inglês:  Yerba Buena Island) é uma ilha rochosa da Baía de São Francisco, compreendida entre as cidades de São Francisco e Oakland. Por ela corre a Interstate 80 (I-80) através de um túnel da famosa Ponte São Francisco–Oakland Bay. O nome da ilha vem da planta yerba buena, extremamente abundante na região.